# Џорџ Зуко
Џорџ Зуко (енгл. George Zucco; 11. јануар 1886, Манчестер—27. мај 1960, Холивуд) британски је глумац, који се појавио у 96 филмова, углавном америчким, током каријере дуге две деценије. У филмовима углавном тумачи углађене негативце, припаднике племићког сталежа или луде докторе.
Појавио се у неколико филмова о Шерлоку Холмсу, као и у Б-хорор филмовима студија Јуниверсал пикчерс из периода 1940-их.
Са својом супругом, Стелом Франсис, Зуко је имао ћерку Франсес, која је преминула са 30 година од рака грла. Од ње је имао унука, Џорџа Канта. Зуко је преминуо у 74. години, од упале плућа.

## Изабрана филмографија
| Улоге Џорџа Зука |                           |               |                         |              |
| Година           | Српски назив              | Изворни назив | Улога                   | Напомена     |
| 1931.            | Дрејфус                   |               | Годфрој Каваигнак       | филмски деби |
| 1934.            | Нешто се увек догоди      |               | власник виле            |              |
| 1936.            | После мршавка             |               | доктор Камер            |              |
| 1938.            | Марија Анотанета          |               | гувернер Консијержерија |              |
| 1939.            | Авантуре Шерлока Холмса   |               | професор Моријарти      |              |
| 1939.            | Мачка и канаринац         |               | адвокат Кросби          |              |
| 1939.            | Звонар Богородичине цркве |               | Прокуратор              |              |
| 1940.            | Мумијина рука             |               | Андохеб                 |              |
| 1942.            | Мумијина гробница         |               | Андохеб                 |              |
| 1942.            | Црни лабуд                |               | лорд Денби              |              |
| 1943.            | Шерлок Холмс у Вашингтону |               | Хајнрих Хинкел          |              |
| 1944.            | Мумијин дух               |               | високи свештеник        |              |
| 1944.            | Франкенштајнова кућа      |               | професор Бруно Лампини  |              |
| 1946.            | Летећа змија              |               | професор Ендру Форбс    |              |
| 1947.            | Капетан из Кастиље        |               | Марквис де Карвахал     |              |
| 1948.            | Јованка Орлеанка          |               | чиновник Клервокса      |              |
| 1949.            | Госпођа Бовари            |               | Дубокејџ                |              |
| 1949.            | Давид и Бадшиба           |               | египатски амбасадор     |              |